# Villamena
Villamena è un comune spagnolo di 969 abitanti situato nella comunità autonoma dell'Andalusia.